# Marcel Amont
Amont, Marcel (Bordeaux, 1929. április 1. – Saint-Cloud, 2023. március 8.) francia énekes, színész. Olyan művészek dalait adta elő, mint Georges Brassens, Léo Ferré, Georges Moustaki, Frank Sinatra, Tony Bennett, Andy Williams, Boris Vian, Guy Thomas, Michelle Senlis, Philippe Pauletto, Guillaume Apollinaire, Henri Gougaud, Jacques Prévert az 1960-as, -70-es években. Az egyik legnépszerűbb énekes volt akkor Franciaországban. 300 millió albumot adott el, ebből 1000 dalt különböző nyelveken (angol, olasz, portugál, kínai, német, ír és spanyol).

## Pályakép
A Bordeaux-ban született Amon Modeste Miramon vasútas és Romélie Lamazou ápolónő fia volt. Az érettségi után a testnevelési tanszék és a drámaművészeti konzervatórium között igyekezett választani; végül az énekes pálya győzött a sport felett.
Fiatal kora óta szerette a dzsessz-, és a popzenét. Miután 1948-ban részt vett egy Yves Montand koncerten, úgy döntött, hogy ő maga is énekes lesz. Az 1950-es évek végétől Párizsban legtöbb kabaréjában szerepelt. A következő években Amont sanzonénekesként lett sikeres. 1956-ban többek között Édith Piaffal együtt dolgozott az Olympia 1956 című albumukon. Ugyanebben az évben Brigitte Bardot, Micheline Presle és Louis Jourdan mellett színészként is debütált (The Bride Was Far Too Beautiful).
Az 1960-as években Amont egyre gyakrabban szerepelt a francia televíziós műsorokban.
1962-ben a Le Mexicainnel aratott nagy sikert. Júniusban és júliusban két hétig vezette a francia slágerlistákat. Amont akkoriban az egyik legsikeresebb énekes volt Franciaországban; Charles Aznavour és Gilbert Bécaud mellett. Rendszeresen fellépett a párizsi Olimpiában is.

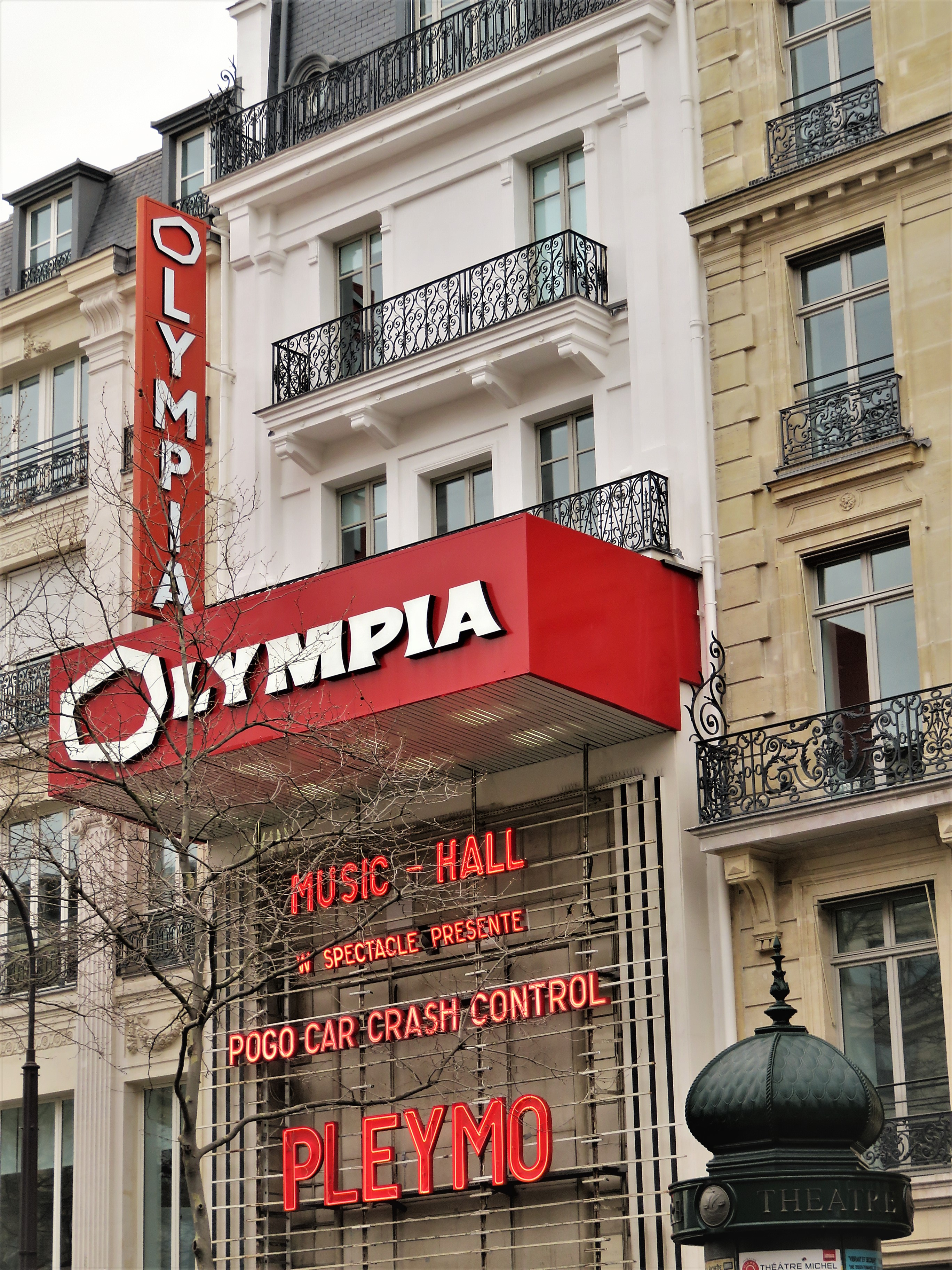
Olympia, Párizs

A következő években külföldön is sokszor szerepelt, angol, olasz, portugál, német, kínai, ír és spanyol nyelven adott li albumokat. Öt albuma aranylemez lett Franciaországban.
1991-ben az énekes több éves kreatív szünet után 2006-ban új albumot adott ki.
2018. októberében jelent meg a Par dessus l’épaule című albuma, amely egy duettet is tartalmaz Charles Aznavourral, aki 11 nappal az album megjelenése előtt elhunyt.
Amont 90. születésnapjára publikálta önéletrajzát. 2020 februárjában az Académie protestante du Béarn tiszteletbeli tagjává választották.
Lemez-összeladási listája meghaladja a 35 millió példányt, ezzel Michel Sardou és Johnny Hallyday mögött a harmadik legsikeresebb francia énekes volt Franciaország zenetörténetében.

## Stúdióalbumok
- 1959: Bleu, Blanc, Blond
- 1961: Dans Le Coeur De Ma Blonde
- 1961: Marcel Amont
- 1962: Récital 1962
- 1962: Un Mexicain
- 1962: Nos Chansons de Leurs 20 Ans
- 1963: Le Barbier De Seville
- 1965: Ah C’qu’on A Rigolé Dimanche
- 1965: Chansons Des Iles Et D’ailleurs
- 1975: Pourquoi Tu Chanterais Pas?
- 1979: Un Autre Amont
- 2006: Décalage Horaire

### Kislemezek
- 1956: Escamillo
- 1958: Julie
- 1958: Mon manège à moi
- 1959: Come Softly to Me
- 1959: Bleu blanc blond
- 1960: Les bleuets d’azur
- 1961: Dans le cœur de ma blonde
- 1961: La chanson du grillon
- 1962: Un Mexicain (J. Plante / Charles Aznavour)
- 1963: Moi le clown (J.Mareuil - Ch. Aznavour)
- 1964: Dans le cœur de ma blonde
- 1965: Maria et le pot au lait (M. Amont)
- 1965: Au bal de ma banlieue
- 1970: Le monsieur qui volait
- 1971: L’amour ça fait passer le temps
- 1971: Monsieur
- 1971: Benjamin le Bienheureux
- 1971: C’est aujourd’hui dimanche
- 1974: Y a toujours un peintre
- 1974: Le chapeau de Mireille (Georges Brassens)
- 1975: Les artistes (M. Amont)
- 1976: La musique est de retour
- 1977: On ne guérit pas de son enfance
- 1979: Viennois (Alain Souchon)
- 1979: Paris rombière
- 1979: Pour traverser la rivière
- 1979: La galère
- 1982: Demain j’arrête de fumer
- 1985: Le tam-tam des gorilles
- 1991: Sympathiq’
- 2006: Démodé
- 2009: Il a neigé

## Filmek
- 1956: La mariée est trop belle
- 1961: Conduite à gauche
- 1984: Les Maîtres du soleil
- 1984: Le Montreur d’ours

## Díjak
- Becsületrend
- Georges Moustaki-díj
- Vincent Scotto-díj (1972)